# Sphenodesme
Sphenodesme es un género con 31 especies de plantas con flores perteneciente a la familia Lamiaceae. 

## Especies seleccionadas
| - Sphenodesme acuminata - Sphenodesme amethystina - Sphenodesme annamitica - Sphenodesme barbata - Sphenodesme borneensis - Sphenodesme clemensorum - Sphenodesme eryciboides - Sphenodesme ferruginea - Sphenodesme floribunda - Sphenodesme griffithiana - Sphenodesme grossa - Sphenodesme involucrata - Sphenodesme jackiana - Sphenodesme mekongensis - Sphenodesme microstylis | - Sphenodesme mollis - Sphenodesme odorata - Sphenodesme orbicularis - Sphenodesme paniculata - Sphenodesme pentandra - Sphenodesme pierrei - Sphenodesme racemosa - Sphenodesme robinsonii - Sphenodesme sarawakensis - Sphenodesme smitinandii - Sphenodesme stellata - Sphenodesme thorelii - Sphenodesme triflora - Sphenodesme unguiculata - Sphenodesme wallichiana - Sphenodesme winkleri |

## Sinonimia
- Roscoea Roxb. (1832), nom. illeg.
- Viticastrum C.Presl (1845).
- Decadontia Griff. (1854).
- Brachynema F.Muell. (1862), nom. rejic.[1]